# 2025년 필라델피아 리어젯 추락 사고
필라델피아 리어젯 추락 사고(영어: Med Jets Flight 056)는 2025년 1월 31일, 동부 표준시(EST) 오후 6시 6분, 펜실베이니아주 필라델피아 북동부 공항에서 출발해 미주리주 스프링필드-브랜슨 공항을 경유, 멕시코 티후아나 국제공항으로 향하던 리어젯 55 의료용 소형 제트기(Jet Rescue 에어 앰뷸런스)가 이륙 직후 필라델피아 시내의 쇼핑몰 인근에 추락한 사고이며, 이로 인해 7명(탑승자 6명, 지상 1명)이 사망하고 지상에 있던 24명이 부상을 입었다.